# Diana Álvares Pereira de Melo, 11. vévodkyně z Cadavalu
Dona Diana Álvares Pereira de Melo, orleánská princezna, 11. vévodkyně z Cadavalu, vévodkyně z Anjou (* 25. července 1978), známější jako Diana de Cadaval, je portugalská autorka a šlechtična. Vévodkyně je autorkou několika knih o portugalské historii a portugalské architektuře.

## Mládí
Diana Mariana Vitória Álvares Pereira de Melo, 11. vévodkyně z Cadavalu, je nejstarší dcerou Jaimeho Álvarese Pereira de Melo, 10. vévody z Cadavalu a jeho druhé manželky Claudine Marguerite Marianne Tritzové. Je manželkou prince Charlese-Philippa Orleánského.

## Kariéra
Vystudovala mezinárodní komunikaci na Americké univerzitě v Paříži a jako dítě navštěvovala Americkou školu v Lisabonu. Spravuje nemovitosti rodu Cadavalských, mezi které historicky patří Palác vévodů z Cadavalu v Évoře a panství Muge v Santarému.
V létě 2015 vévodkyně spolupracovala s Hubertem de Givenchym, aby veřejnosti otevřela výstavu svatebních šatů haute couture v palácovém kostele svatého Jana Evangelisty. Dvanáct vystavených šatů, které vybral a naaranžoval Givenchy, byly originály zapůjčené od takových návrhářů jako Yves Saint-Laurent, Balenciaga a Dior. Jsou mezi nimi i svatební šaty „Jeptiška“ navržené v roce 1972 pro vnučku španělského caudilla Franca, Carmen Martínez-Bordiú, která si brala Alfonse XIII., vnuka Alfonse Bourbonského, vévody z Cádizu, stejně jako šaty od Givenchyho, které Diana měla na své vlastní svatbě v roce 2008.
Je také autorkou několika knih o osobnostech souvisejících s dějinami portugalské monarchie, které vydává pod jménem Diana de Cadaval.

## Rodina
Otec dony Diany byl dvakrát ženatý. Diana má dvě starší nevlastní sestry, staršího nevlastního bratra (narozeného z mimomanželského vztahu jejího otce) a mladší sestru:
- Dona Rosalinda Aurora Felicidade Álvares Pereira de Melo (* 1936)
- Dona Maria Graziela Consuelo Álvares Pereira de Melo (* 1938)
- Jaime Álvares Pereira de Melo (* 1946)
- Dona Alexandra Eugénia Álvares Pereira de Melo (* 1982)

## Manželství
Dne 21. června 2008 se dona Diana provdala za prince Charlese Philippa d'Orléans, (* 1973), vnuka orleanistického uchazeče o francouzský trůn Henriho, hraběte z Paříže. Charles Philippe nese orleánský titul, vévoda z Anjou. Ceremoniál se konal v Évorské katedrále, památce prohlášené v roce 1988 za světové dědictví UNESCO.
Děti Diany a Charlese-Philippa nesou titul „princ/princezna d'Orléans“ a oslovení královské Výsosti.
První dítě páru, princezna Isabela d'Orléans, se narodilo 22. února 2012 v portugalském Lisabonu. Princezna je pojmenována po své prababičce, hraběnce z Paříže, rozené princezně Isabele Orleánsko-Braganzské. Jejími kmotry jsou princezna Dora (Maria-Theodora) von Löwenstein a Filip VI. Španělský (tehdejší kníže z Asturie).